# Dębniak (gmina Lubochnia)
Dębniak – kolonia w Polsce, położona w województwie łódzkim, w powiecie tomaszowskim, w gminie Lubochnia.
W latach 1975–1998 miejscowość należała administracyjnie do województwa piotrkowskiego. Do 17 lipca 1986 w gminie Żelechlinek.